# Max Menezes
Max Santos de Menezes (Goiânia, 17 de setembro de 1981) é um engenheiro, empresário e político brasileiro, filiado ao Partido Liberal (PL).

## Biografia
Max Menezes é filho do político Ademir de Oliveira Meneses, prefeito de Aparecida de Goiânia entre os anos de 1997 e 2004 e vice-governador de Goiás na chapa de Alcides Rodrigues (PP).
Graduou-se no curso de Engenharia civil na Pontifícia Universidade Católica de Goiás (PUC Goiás). No ano de 2008, foi eleito vereador na cidade de Aparecida de Goiânia, sendo o mais votado no pleito com 4.093 votos.
No ano de 2018, foi eleito primeiro suplente de deputado estadual em Goiás com 30.389 votos na eleição. Com a efetivação de Humberto Aidar (MDB) para o Tribunal de Contas dos Municípios do Estado de Goiás (TCM-GO) a vaga de Aidar no plenário foi aberta para vacância. Com a ausência de Aidar na Assembleia Legislativa de Goiás (ALEGO), Max foi efetivado deputado em 29 de março de 2022.
Em abril de 2022, deixou o MDB e filiou-se ao Partido Social Democrático (PSD). Dois anos depois, em 2024, filiou-se ao PL e concorreu como vice-prefeito de Aparecida de Goiânia na chapa de Professor Alcides, sendo derrotado em segundo turno por Leandro Vilela e João Campos, somando 36,40% dos votos válidos (75.676 votos). 